# Otacilia loriot
Otacilia loriot ist eine asiatische Art aus der Gattung Otacilia innerhalb der Familie Phrurolithidae.

## Merkmale
Die Erstbeschreibung erfolgte nur anhand eines Männchens. Das Tier ist 1,9 mm lang. Der Vorderleib ist 0,95 mm lang und 0,75 mm breit. Die Farbe wird mit Verweis auf Fotos in der Beschreibung als verschiedene Brauntöne genannt. Der Vorderleib, sowie die Beinglieder Femur, Patella und Tibia sind dunkelbraun, die übrigen Beinglieder gelb-braun. Der Hinterleib ist dorsal ebenfalls dunkelbraun, ventral hell grau-braun und weist einen großen hellen Fleck über den Spinnwarzen auf. Die Art wird anhand einer einzelnen auf den Cheliceren vorhandenen Borste von anderen Arten der Gattung abgegrenzt. Lediglich Otacilia bicolor hat ebenfalls nur eine Borste auf den Cheliceren. Von dieser wird O. loriot anhand der retrolateralen Tibiaapophyse des Palpus unterschieden. Diese ist bei O. loriot spitzer und schmaler. Des Weiteren besitzen die Tiere ventral einen Höcker auf der Tibia des Palpus. Bei O. loriot ist dieser Höcker eher proximal, bei O. bicolor mehr distal.

## Verbreitung und Lebensraum
Otacilia loriot kommt in Laos vor. Wie bei anderen Arten der Gattung bekannt, wird davon ausgegangen, dass sie nur ein sehr kleines Verbreitungsgebiet hat. Die Art kommt in der Streuschicht unter Laubbäumen an Fließgewässern vor.

## Entdeckung und Benennung
Aufgesammelt wurde die Art 2008 von einem Team des Frankfurter Forschungsinstituts Senckenberg an einem Nebenfluss des Mekong in Laos. Peter Jäger und Jörg Wunderlich, Mitarbeiter des Instituts, benannten 2012 die Art nach dem deutschen Humoristen Vicco von Bülow, besser bekannt unter dem Künstlernamen Loriot. Laut Jäger habe Loriot „immer das Komische im normalen, alltäglichen Leben gesucht. Da fand ich es passend, eine Spinne nach ihm zu benennen, die auf den ersten Blick keine Besonderheiten zeigt.“ „Eine Steinlaus wäre eher angemessen gewesen.“
Die Art wurde beim Durchsieben von Laub gefunden. Bisher ist nur das Männchen bekannt.